# Lipocosma albibasalis
Lipocosma albibasalis là một loài bướm đêm trong họ Crambidae.